# خيسوس ديفيد موريلو
خيسوس ديفيد موريلو (بالإسبانية: Jesús David Murillo Largacha)‏ هو لاعب كرة قدم كولومبي في مركز الدفاع، ولد في 1994 في مدينة كالي في كولومبيا. لعب مع إنديبندينتي ميديلين.

## وصلات خارجية
- خيسوس ديفيد موريلو على موقع الدوري الأمريكي (الإنجليزية)
- خيسوس ديفيد موريلو على موقع قاعدة بيانات كرة القدم.إي يو (الإنجليزية)
- خيسوس ديفيد موريلو على موقع Soccerway.com (الإنجليزية)
- خيسوس ديفيد موريلو على موقع عالم كرة القدم.نت (الإنجليزية)
- خيسوس ديفيد موريلو على موقع AS.com (الإسبانية)